# Grad sv. Ludvika
Grad sv. Ludvika, znan tudi kot Qalaat al Muizz ali deželni grad, je porušen grad v Sidonu v Libanonu. Leta 1254 so jo zgradili francoski križarji na mestu prejšnje fatimidske trdnjave in je bila do 17. stoletja večkrat spremenjena.

## Zgodovina
Mesto, ki ga zdaj zaseda grad sv. Ludvika, naj bi bilo akropola antičnega mesta. Nekateri ostanki te akropole še vedno obstajajo, vključno z gledališčem. Citadelo so Arabci verjetno popolnoma porušili in nato ponovno zgradili.
Južno od citadele je gomila ruševin, imenovana hrib Murex. Ob zahodnem pobočju je še vedno viden talus zdrobljenih lupin mureksov (pravilno primerkov Bolinus brandaris in Hexaplex trunculus). Ta umetna gomila (100 m dolga in 50 m visoka) je nastala zaradi kopičenja odpadkov iz feničanskih tovarn vijoličnega barvila. Mozaične ploščice na vrhu gomile kažejo, da so bile tam postavljene rimske stavbe, ko območje ni bilo več uporabljeno kot mestno odlagališče. Del hriba danes pokriva pokopališče muslimanske šiitske skupnosti Sidon.
Mesto citadele je v 10. stoletju postalo trdnjava, ko jo je fatimidski kalif Al-Mu'izz li-Din Allah utrdil in ji dal ime Qalaat al Muizz. Grad, kakršen je danes, so leta 1254 zgradili križarji med frankovsko okupacijo Sidona. Zdi se, da je francoski kralj Ludvik IX., bolj znan kot sv. Ludvik, dolgo časa preživel na gradu in morda je zato kraj poimenovan po njem. Množično grobišče iz tega obdobja so arheologi odkrili leta 2021.
Ko so Arabci ponovno zavzeli mesto, je bil grad obnovljen. Kasneje so ga poškodovali mameluki, Fahredin Al Maan II. pa ga je v 17. stoletju obsežno obnovil. Grad je bil nato večkrat izropan, stavba pa je ostala v ruševinah. Del gradu se je porušil ob koncu osmanskega obdobja.
Grad je služil kot zatočišče za begunce palestinskega eksodusa leta 1948. Še dodatno ga je poškodovalo izraelsko granatiranje. Načrtuje se obnova gradu.